# Théologie des religions
La théologie des religions est la branche de la théologie chrétienne qui s’interroge sur le phénomène religieux, et spécifiquement sur la diversité religieuse.